# Ppoommaalluu
Ppoommaalluu je druhým studiovým albem ostravské hudební skupiny Buty z roku 1994. Druhou část alba (od skladby 12) tvoří soundtrack k filmu Jízda oscarového režiséra Jana Svěráka, ve kterém si jednu z hlavních rolí zahrál frontman skupiny Radek Pastrňák.
Autorsky se na albu podílel především Radek Pastrňák (písně 1–3, 4-6, 9–24), Petr Vavřík (spoluautor 22), Andrei Toader (4) Vít Kučaj (7) a Milan Nytra (8). Instrumentální skladba Pod Temelínem je rumunská lidová.
Buty nahrály album ve složení Richard Kroczek, ml. – bicí, Petr Vavřík – basa, Radek Pastrňák – kytara, Milan Nytra – klávesy, Andrei Toader – cello, Nikos Engonidis – cello, Milan Straka – klarinet. Hosty byli Ruda Březina – tenorsaxofon, Luděk Emanovský – trumpeta.
Někteří album považují za úspěšné.
Album získalo cenu Český lev v kategorii Nejlepší hudba za rok 1994.

## Skladby
1. 03:55 – Uchem jehly
2. 05:10 – Umírám
3. 02:07 – Jednou ráno
4. 01:38 – Chtěl bych se jmenovat Jan
5. 04:56 – Starý kovboj
6. 05:00 – Mám jednu ruku dlouhou
7. 05:22 – Čůrky
8. 03:24 – Stromy
9. 03:12 – Had
10. 03:37 – Nemusí se vždycky v noci konat vražda
11. 01:50 – Prasátko
12. 00:35 – Gaťky
13. 01:02 – To je debil
14. 01:18 – Fatamorgána
15. 01:31 – Pulec
16. 01:28 – Pojedeme rovně
17. 00:59 – Magňum
18. 03:04 – Sedlák
19. 02:06 – Zločin v Kardašově Řečici
20. 01:46 – Pod Temelínem
21. 03:40 – Tramtáryje
22. 02:04 – Kopýtko
23. 03:10 – Holky nezapomínají
24. 04:31 – Mám jednu ruku dlouhou (instrumentálně)

Celkový čas: 67:25